# اماکن مقدس شیعیان
شیعیان علاوه بر سه مسجد مورد قبول همهٔ مسلمانان، اماکنی را که با محمد، اهل بیت و بازماندگان او، اصحاب آنها و پیامبران را «اماکن مقدسه» می‌دانند. پس از مکه و مدینه و قدس، نجف و کربلا بیش از همه مورد احترام شیعیان هستند.

## اماکن مقدس مورد قبول همهٔ مسلمانان

### مسجد الحرام

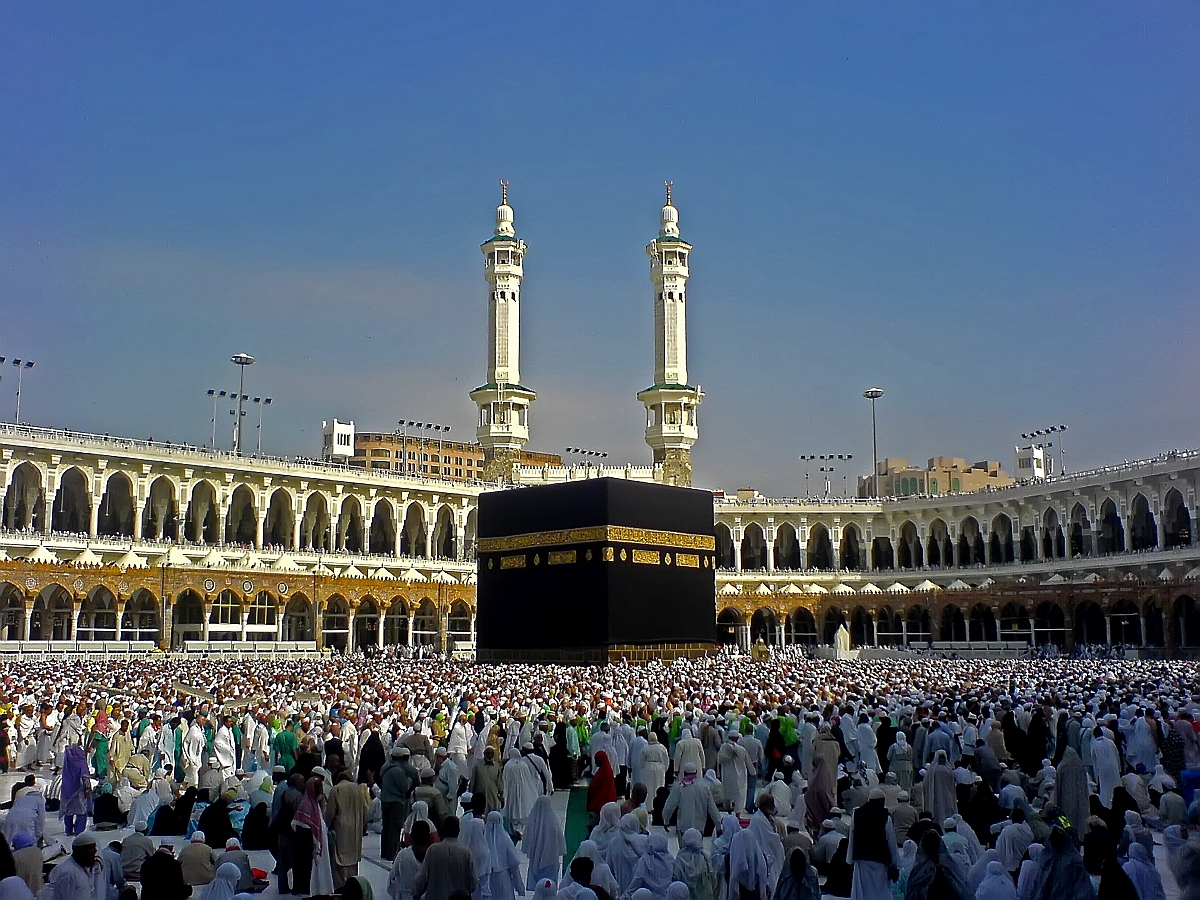
مسجد الحرام در مکه

مسجد الحرام، بزرگ‌ترین مسجد در شهر مکه، عربستان سعودی و بزرگ‌ترین مسجد در اسلام پیرامون کعبه واقع شده‌است که مسلمین هر روز به سوی آن نماز می‌گزارند و آن را مقدس‌ترین مکان روی زمین می‌دانند.

### مسجد النبی

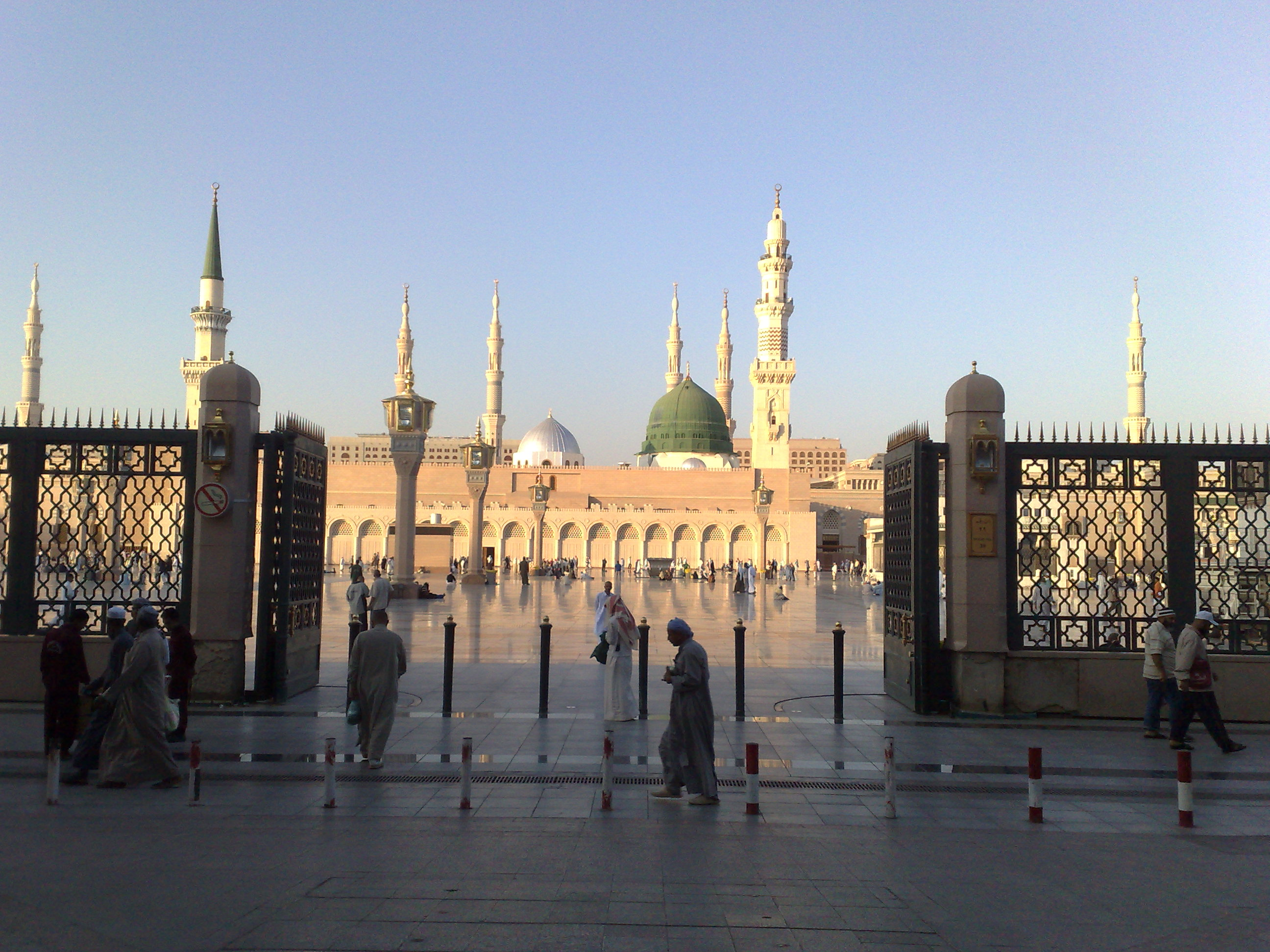
مسجدالنبی در مدینه

مسجدالنبی در مدینه، عربستان سعودی واقع شده و دومین مکان مقدس در اسلام است که محل دفن محمد است.

### مسجدالاقصی

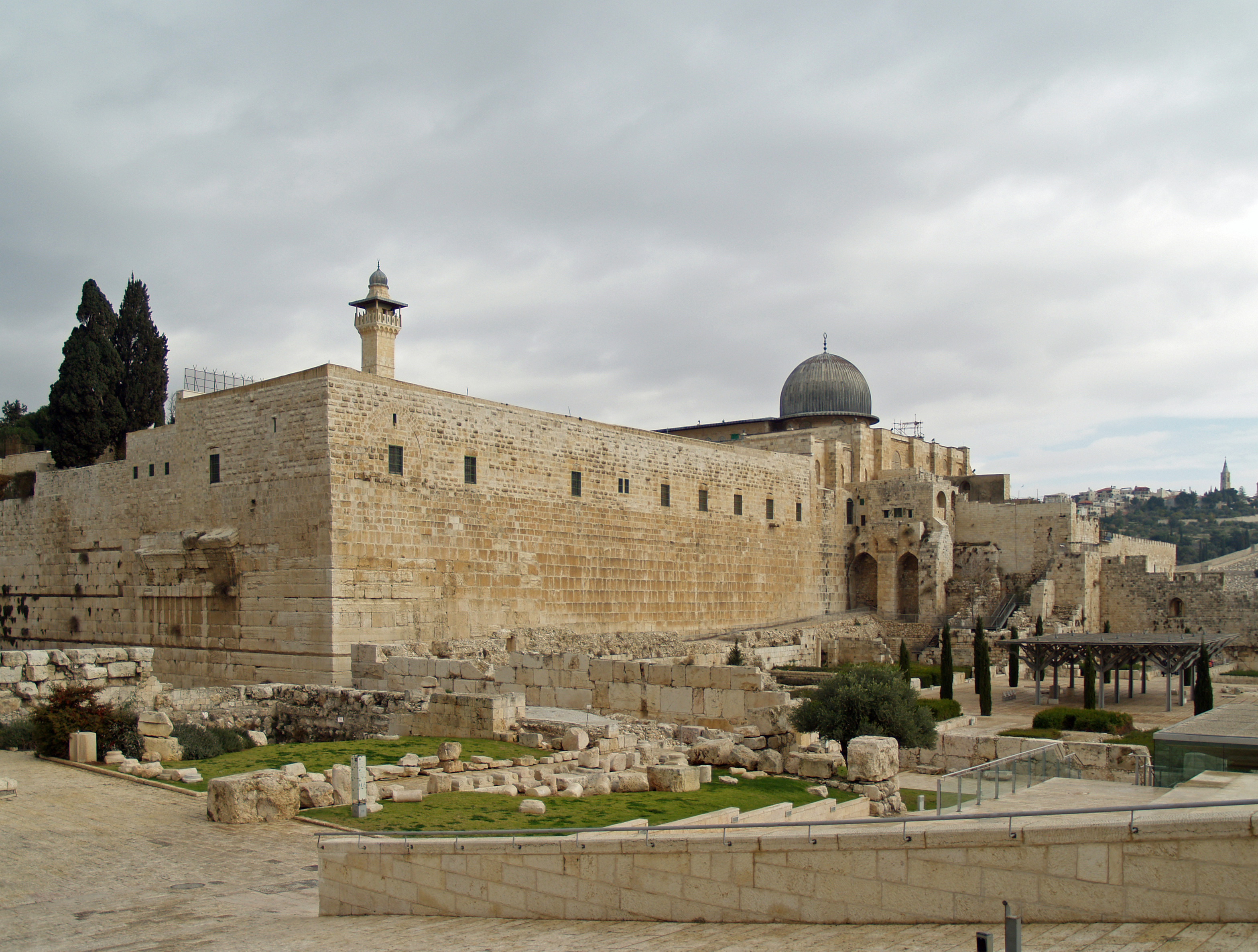
مسجد در کنار دیوار ندبه

مسجد الاقصی سومین مکان مقدس در اسلام است که در شهر قدیم اورشلیم واقع شده‌است.

## اماکن مقدس مورد قبول همه شیعیان

### حرم علی بن ابی‌طالب

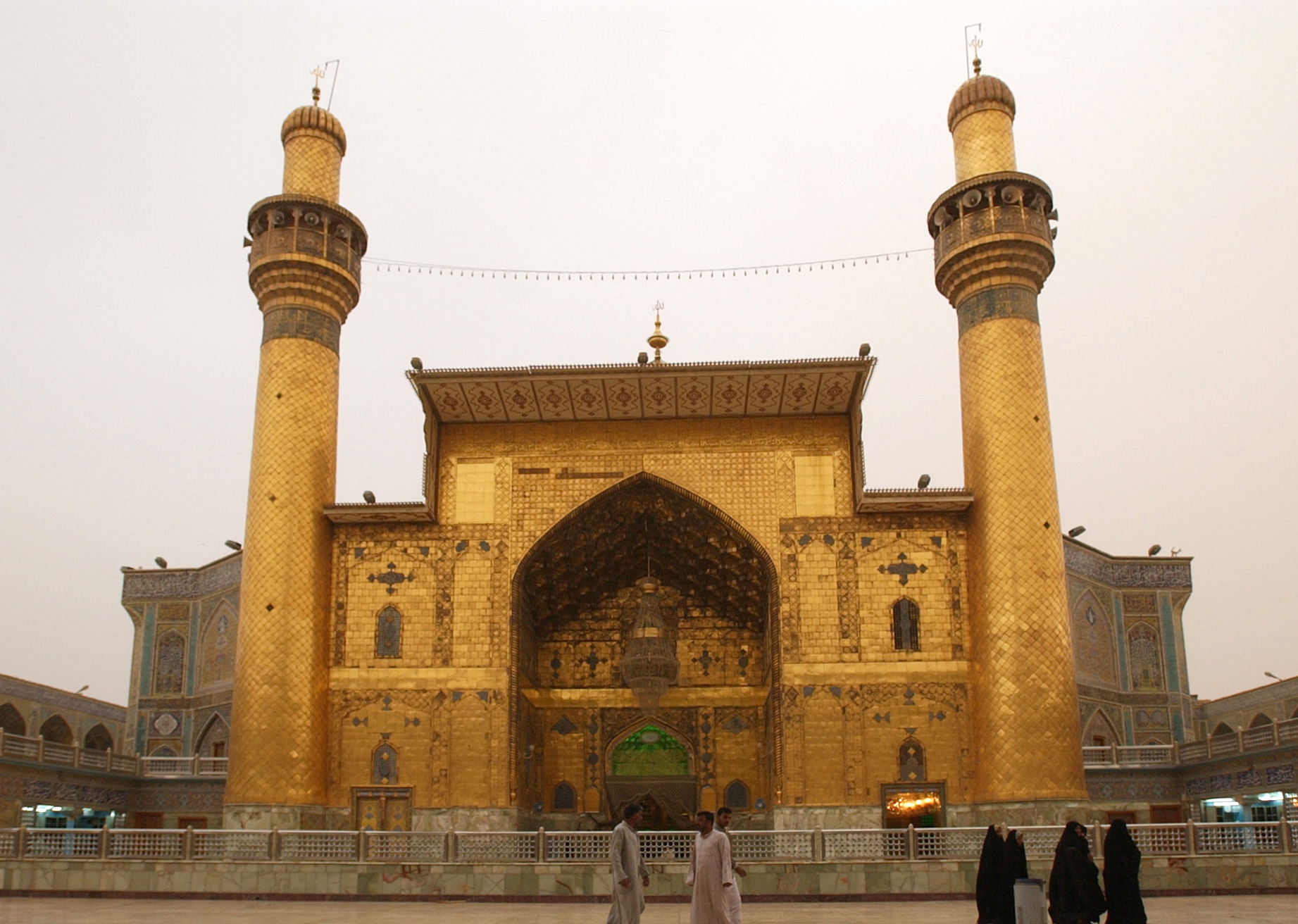
نمای بیرونی حرم علی بن ابی‌طالب

حرم علی بن ابی‌طالب در نجف، عراق حرم امام اول شیعیان علی را در بر می‌گیرد. به اعتقاد شیعیان آدم و نوح هم در این مسجد به خاک سپرده شده‌اند.
مسجد کوفه
آرامگاه مسلم بن عقیل
حرم زید بن علی

### حرم حسین و عباس بن علی

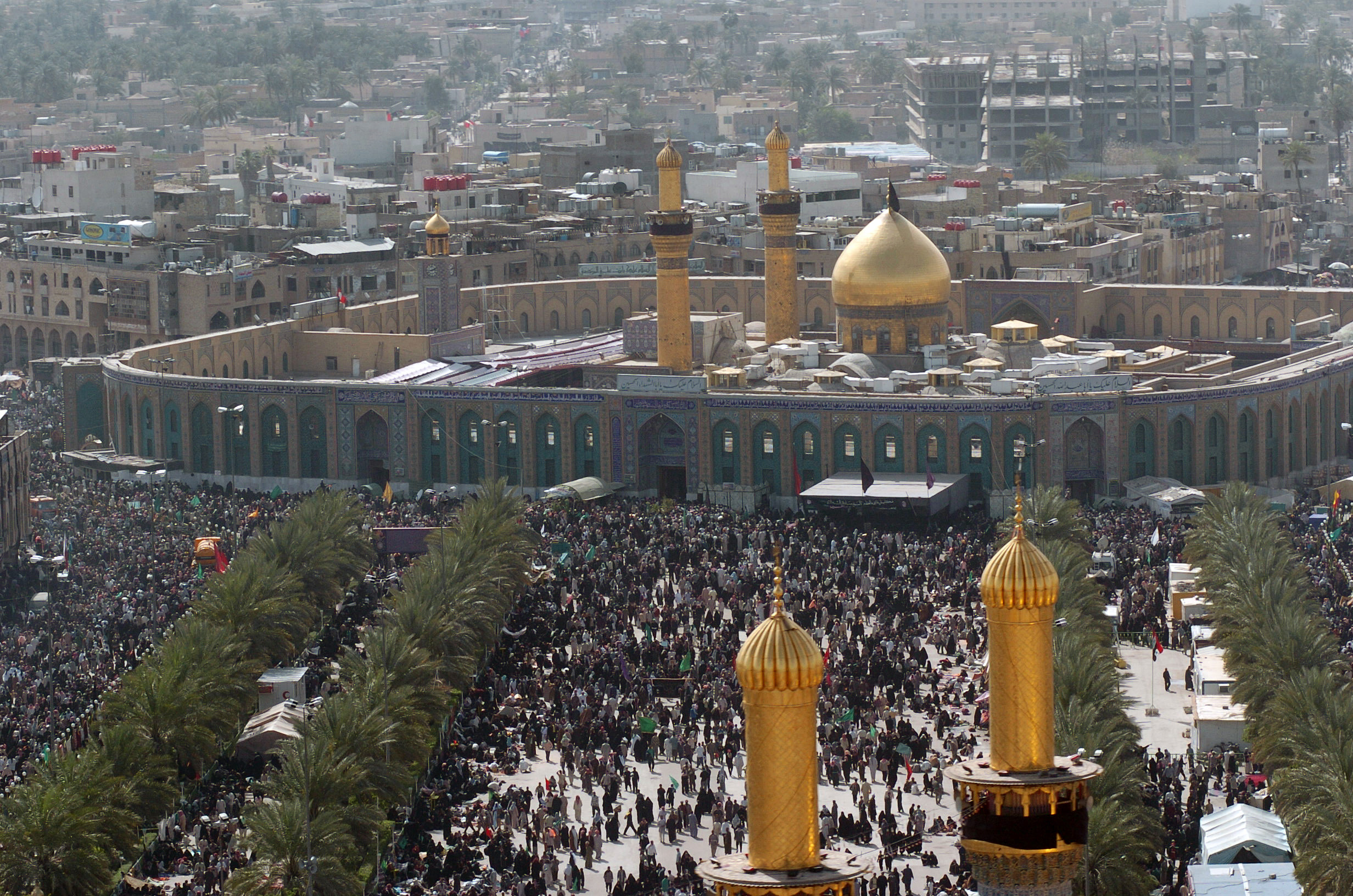
حرم حسین بن علی در کربلا

حرم حسین بن علی در کربلا مشتمل بر مدفن افراد زیر است:
- حسین بن علی، نوه محمد و سومین امام شیعه
- علی‌اکبر
- علی‌اصغر
- حبیب بن مظاهر
- کشتگان سپاه حسین در نبرد کربلا
- ابراهیم بن موسی کاظم
- حرم عباس بن علی

### بقیع

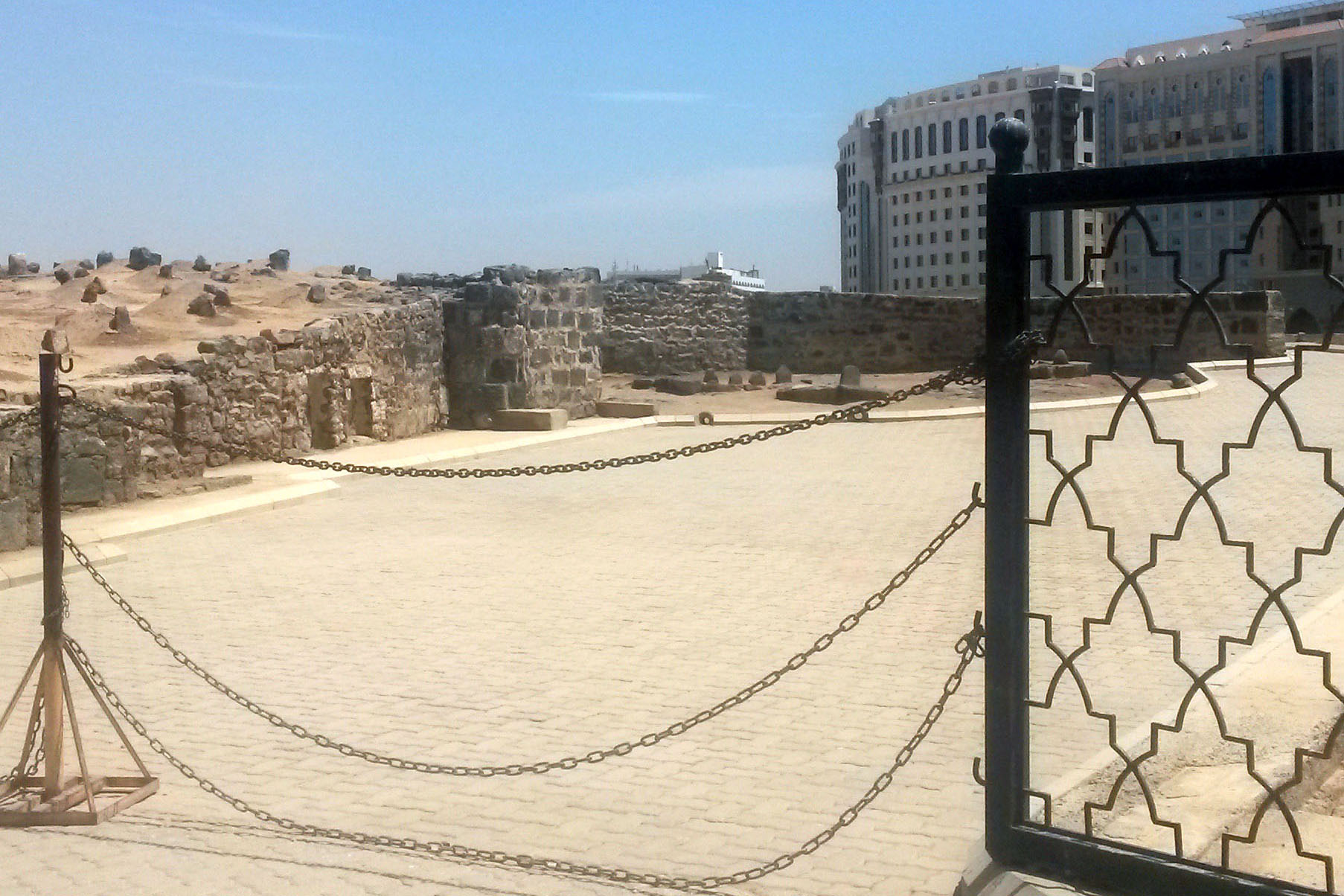
قبرستان بقیع در مدینه

قبرستان بقیع در مدینه در کنار مسجدالنبی واقع شده‌است و قبور افراد زیر را در بر می‌گیرد:
- امامان شیعه:
  - حسن مجتبی، امام دوم
  - علی سجاد، امام چهارم
  - محمد باقر، امام پنجم
  - جعفر صادق، امام ششم
- حلیمه سعدیه دایه محمد
- فاطمه بنت اسد مادر علی
- ام‌البنین مادر عباس بن علی
- شهربانو مادر سجاد
- اسماعیل بن جعفر، امام هفتم شیعیان اسماعیلی

پنداشته می‌شود قبر واقعی فاطمه، دختر محمد هم اینجاست.

### گورستان ابوطالب
- گورستان ابوطالب در مکه واقع شده و شامل قبور زیر است:
- عبدمناف، پدربزرگ پدربزرگ محمد
- هاشم بن عبدمناف
- عبدالمطلب
- ابوطالب
- خدیجه
- قاسم بن محمد
- قبر احتمالی آمنه بنت وهب[۲]

### حرم زینب و حرم رقیه

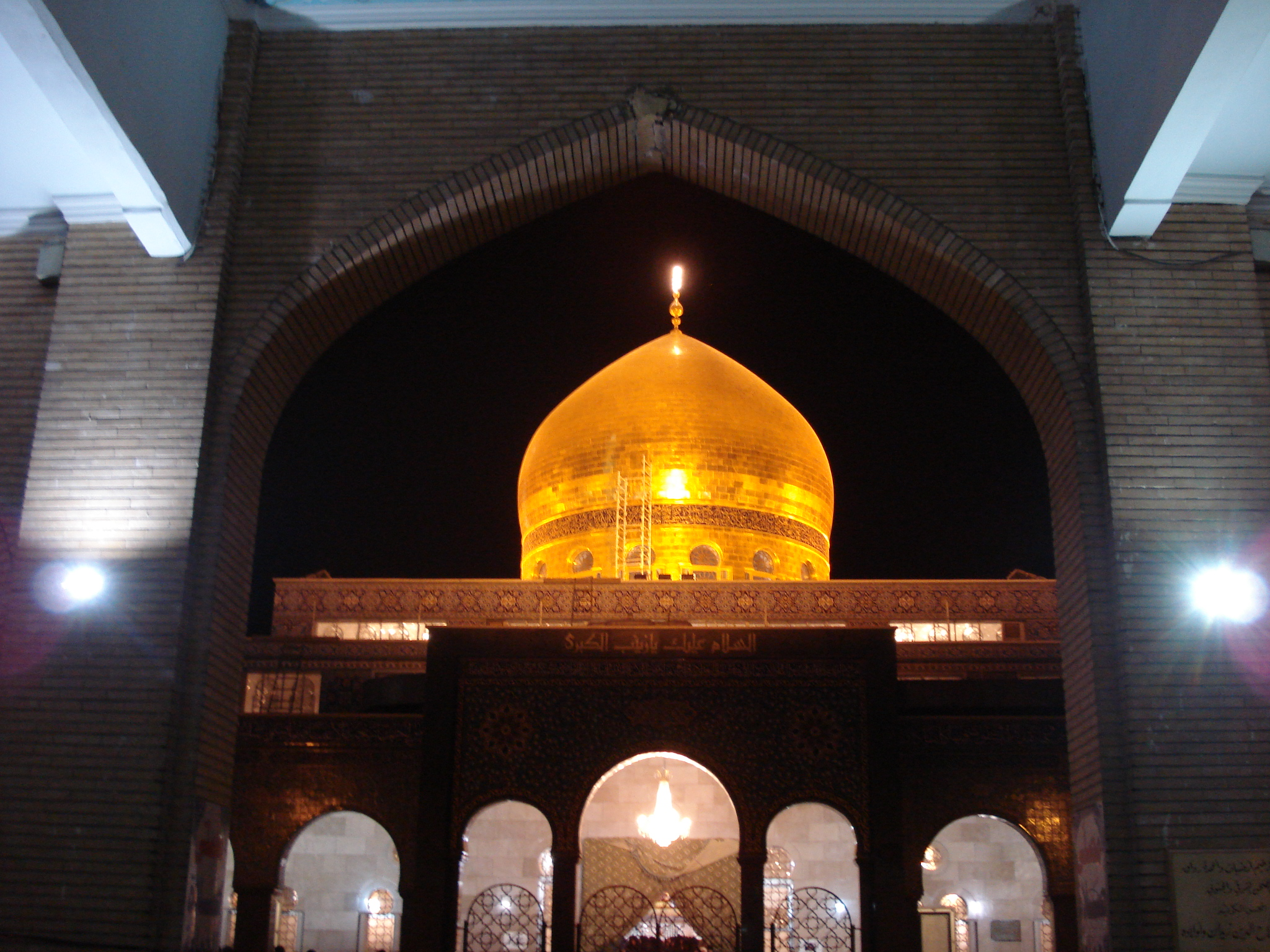
حرم زینب در دمشق

حرم زینب در دمشق سوریه آرامگاه زینب دختر علی و فاطمه و رقیه دختر حسین بن علی است.

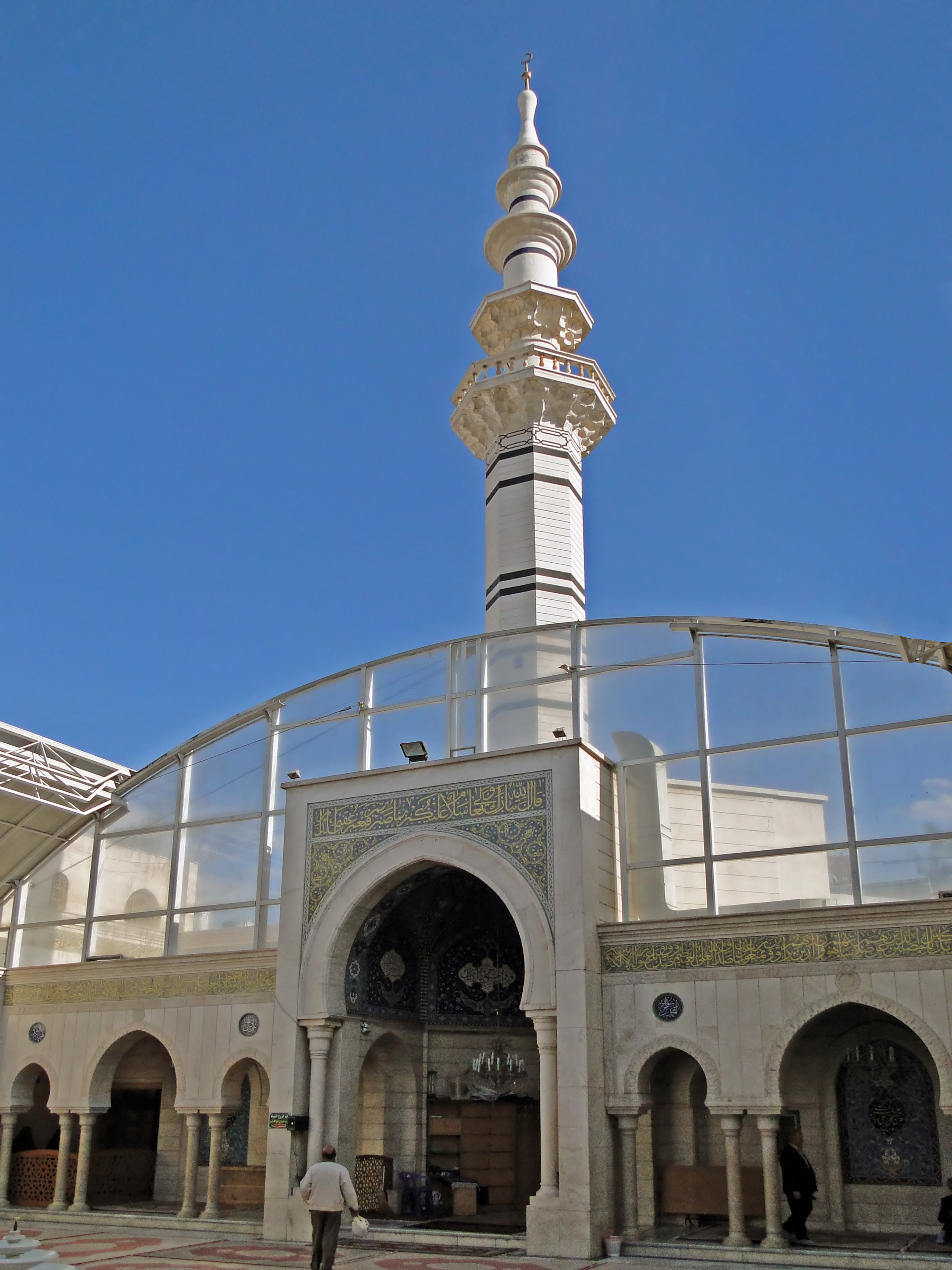
حرم رقیه

## اماکن مقدس خاص شیعیان اثنی‌عشری

### حرم امام رضا

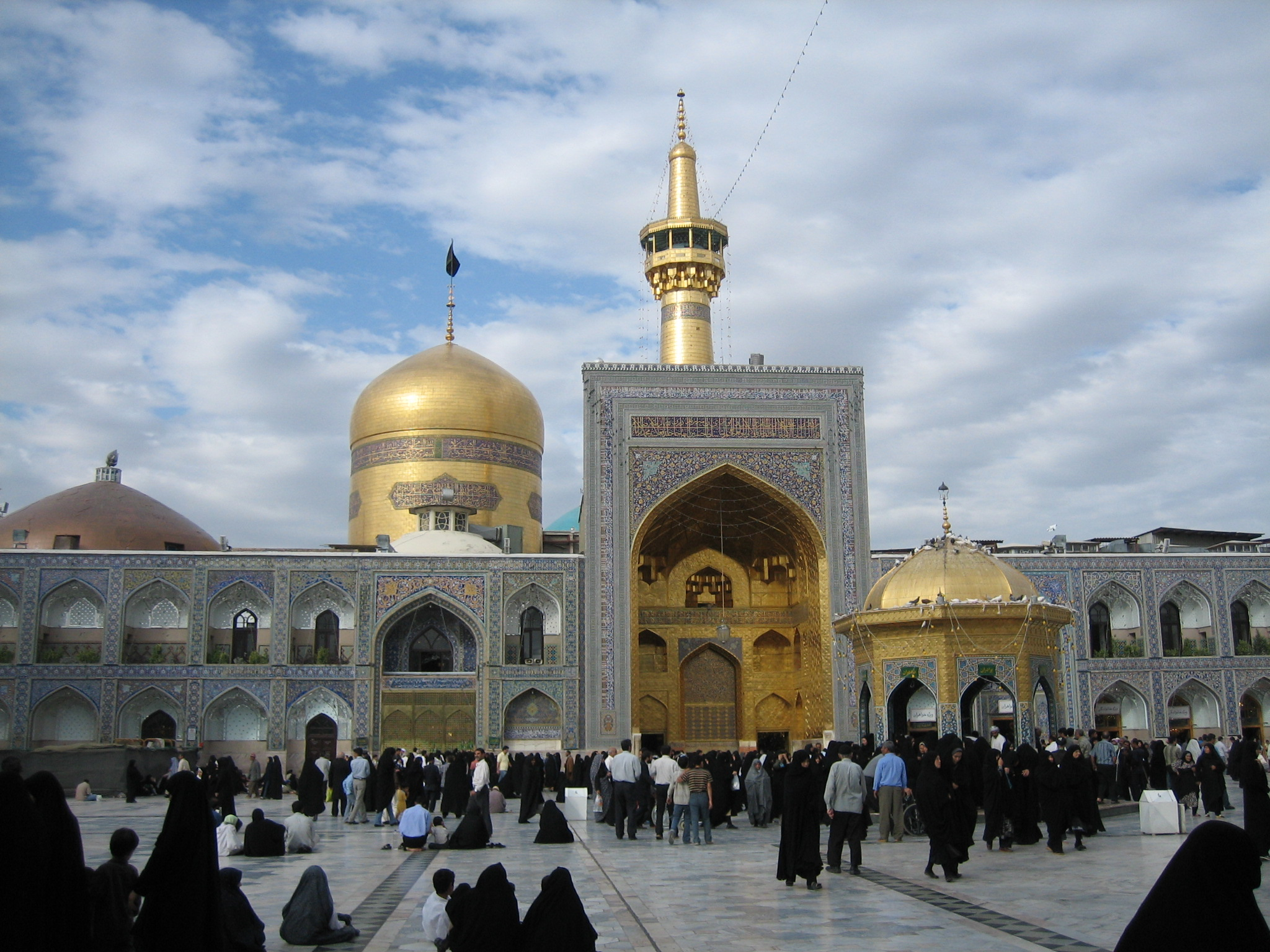
حرم امام رضا.

حرم امام رضا در مشهد ایران واقع است و حرم علی بن موسی الرضا امام هشتم را در بر می‌گیرد.

### حرم کاظمین

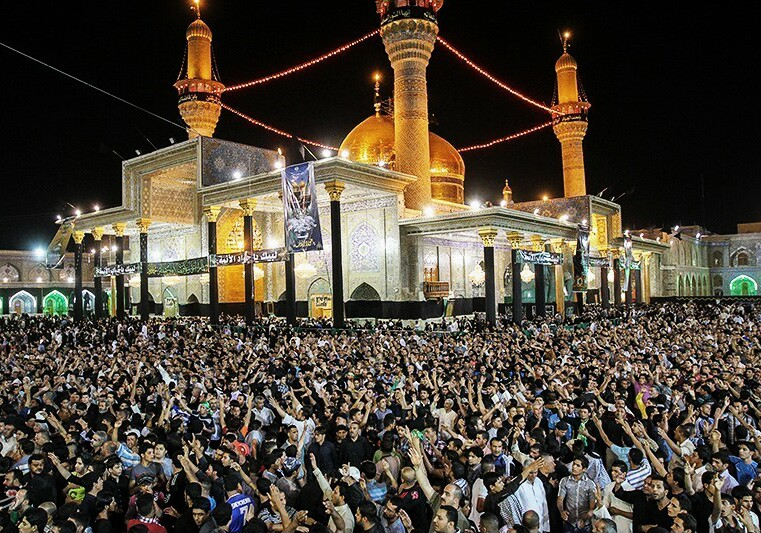
مسجد الکاظمیه در بغداد

حرم کاظمین در بغداد واقع است و قبور افراد زیر را در بر می‌گیرد:
- موسی کاظم، امام هفتم
- محمد تقی امام نهم

همچنین
- شیخ مفید
- خواجه نصیر الدین طوسی
- قبر ابوسبحه

### حرم عسکریین

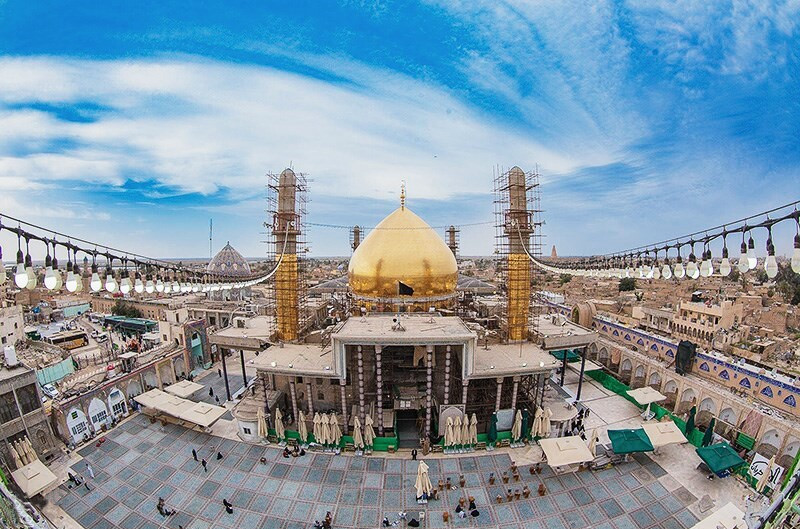
مسجد العسکری

حرم عسکریین در سامرای عراق محل دفن افراد زیر است:
- علی نقی امام دهم
- حسن عسکری امام یازدهم

همچنین:
- حکیمه خاتون خواهر هادی
- نرجس مادر حجت بن الحسن
- سوسن مادر حسن عسکری

### مساجد مرتبط با امام دوازدهم شیعه

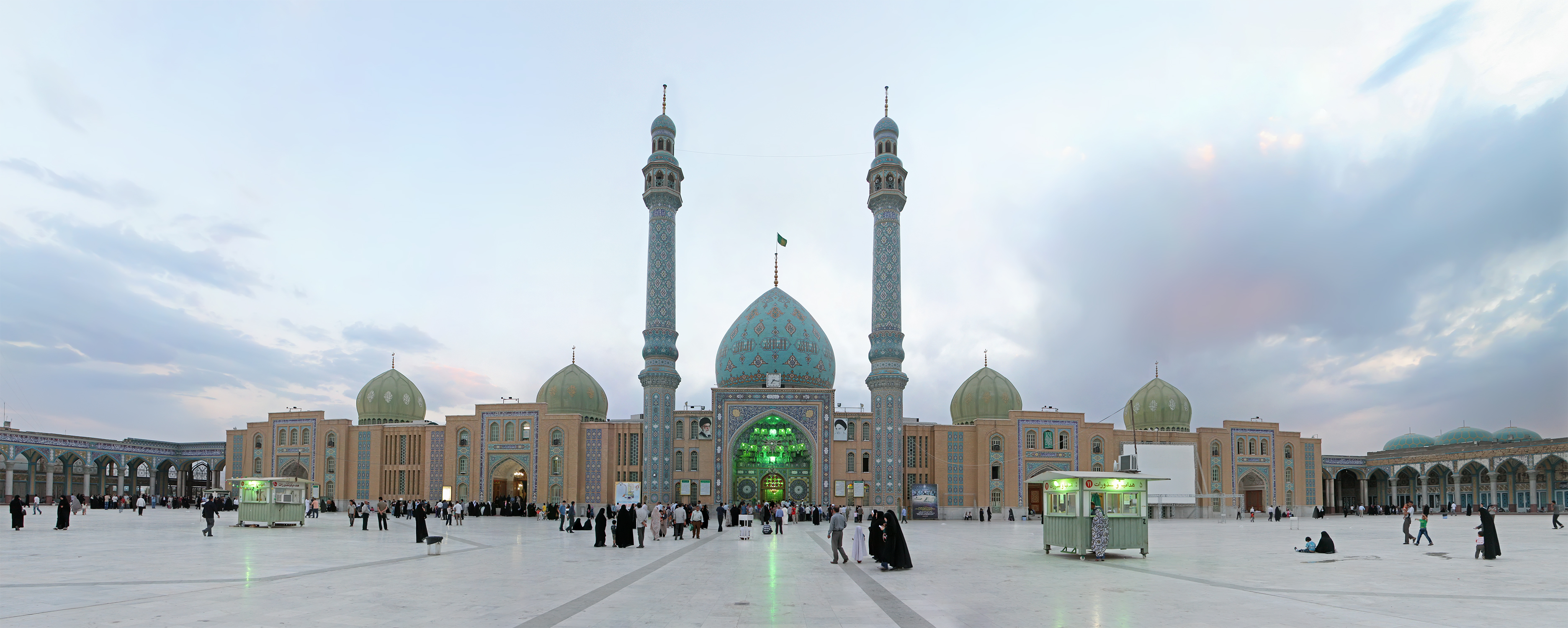
مسجد جمکران در قم

این سه مسجد مرتبط با آخرین امام که زنده و در غیبت شمرده می‌شود، دانسته می‌شود:
- مسجد جمکران در قم، استان قم، ایران
- مسجد سهله در کوفه، استان نجف، عراق
- مسجد محدثین در بابُل، استان مازندران، ایران

### حرم فاطمه معصومه
حرم فاطمه معصومه در قم آرامگاه افراد زیر است:
- فاطمه معصومه، خواهر امام هشتم، علی بن موسی الرضا

برخی حرم فاطمه معصومه در قم را سومین حرم مقدس در اسلام شیعه می‌دانند. حرم شماری از حوزه‌های علمیه و مدارس مذهبی را دور خود گرد آورده‌است.

### حرم شاهچراغ
حرم شاهچراغ در شیراز، ایران:
- احمد بن موسی فرزند ارشد موسی کاظم هفتمین امام شیعیان دوازده امامی

حرم شاهچراغ در شیراز به عقیده شیعیان آرامگاه احمدبن موسی فرزند ارشد موسی کاظم، امام هفتم شیعیان است. در ایران این حرم پس از حرم علی ابن موسی الرضا و فاطمه معصومه، سومین حرم پراهمیت برای شیعیان محسوب میشود.

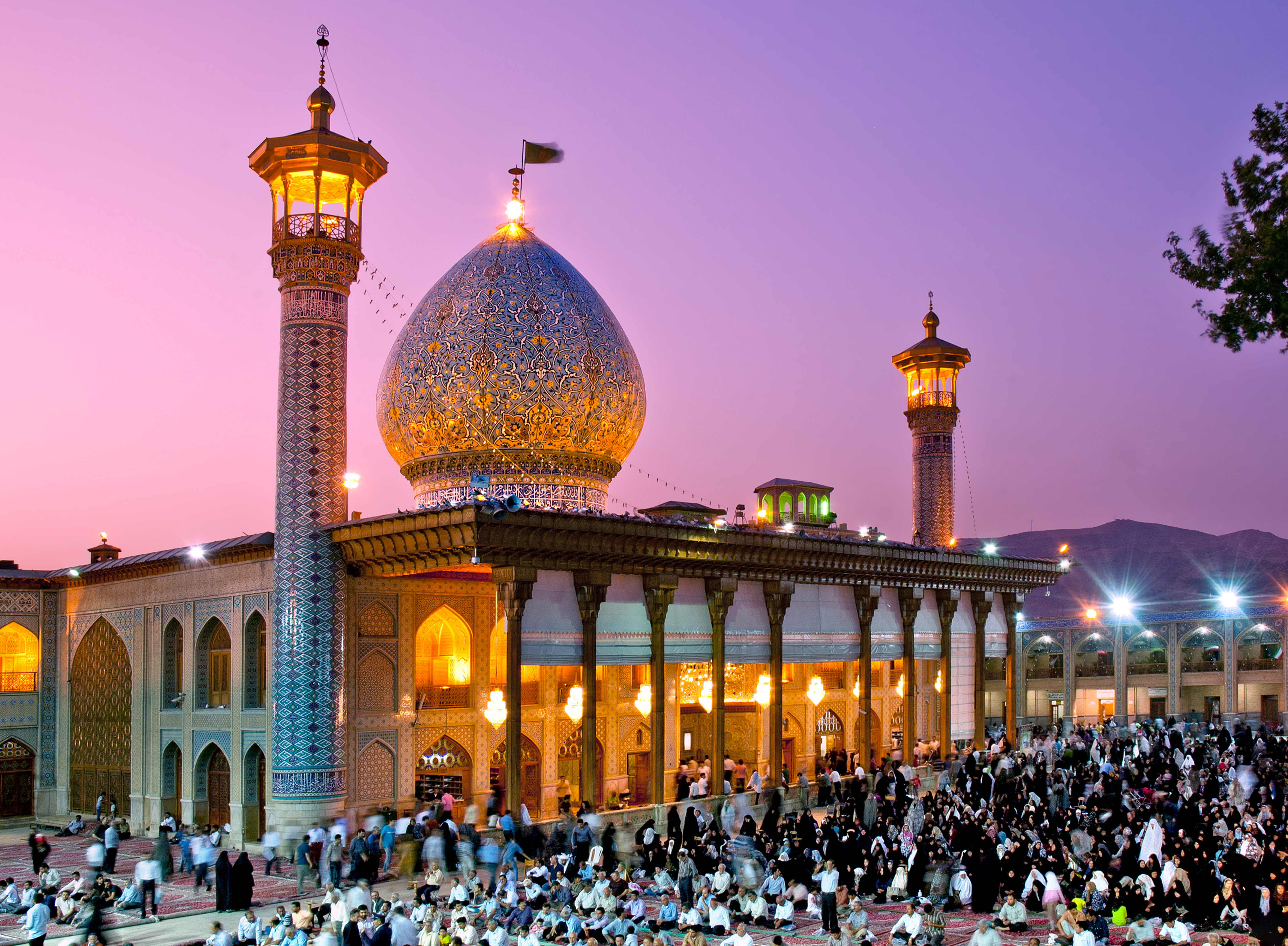
حرم شاهچراغ در شیراز

حرم شاه عبدالعظیم
حرم موسی مبرقع
حرم زینبیه اصفهان

## برای مطالعهٔ بیشتر
- Aghaie, Kamran Scot (2004). The Martyrs of Karbala: Shi'i Symbols and Rituals in Modern Iran. University of Washington Press. ISBN 0-295-98448-1
- Majlisi, Mohammad Baqer. Bihar al-Anwar V.۹۷ (به عربی).
- Zabeth, Hyder Reza (1999). Landmarks of Mashhad. Alhoda UK. ISBN 964-444-221-0.